# Per l'amore di Mike
Per l'amore di Mike (For the Love of Mike) è un film muto del 1927, diretto da Frank Capra.

## Produzione
Il film fu prodotto dalla Robert Kane Productions.

## Distribuzione
Distribuito dalla First National Pictures, il film - presentato da Robert Kane - uscì nelle sale cinematografiche USA il 31 luglio 1927.
Non si conoscono copie ancora esistenti della pellicola che viene considerata presumibilmente perduta. Ma è lo stesso Capra ad affermare che non si tratta di una gran perdita: «Solo sette rulli di film mediocre».